# Еуропол (албум)
Еуропол је делимично издат дебитантски соло албум српског репера Војажа, објављиван у току 2023. године у виду појединачних синглова. Прва песма са албума била је Детињство. Албум је дигитално издање, и продуцирају га Генерација Зед и IDJ Tunes.На албуму се налазе дуети са Нућијем и Еленом Китић. Део албума још увек није званично објављен (Милано, Бон Бон, Да ли би) јер су демо верзије ових песама објављене илегално на разним јутјуб каналима фанова репера.

## Списак песама
Аутор(и) свих текстова: Војаж, аутор(и) свих песама: Војаж.
| №   | Назив      | Текст | Музика | Трајање |  |
| 1.  | Детињство  |       |        |         |  |
| 2.  | Гад        |       |        |         |  |
| 3.  | Танго      |       |        |         |  |
| 4.  | Лондон     |       |        |         |  |
| 5.  | Ла ла ла   |       |        |         |  |
| 6.  | Бела Хадид |       |        |         |  |
| 7.  | Београд    |       |        |         |  |
| 8.  | Да ли би   |       |        |         |  |
| 9.  | Милано     |       |        |         |  |
| 10. | Бон Бон    |       |        |         |  |